# Snohomish megye
Snohomish megye az Amerikai Egyesült Államokban, azon belül Washington államban található. Megyeszékhelye és legnagyobb városa Everett. Snohomish megye Washington harmadik legnépesebb megyéje King megye és Pierce megye után. Lakosainak száma 827 957 fő (2020. április 1.).

## Szomszédos megyék
- Skagit megye (észak)
- Chelan megye (kelet)
- King megye (dél)
- Island megye (nyugat)
- Kitsap megye (délkelet)

## Népesség
A megye népességének változása:
| Lakosok száma | 715 444 | 722 516 | 732 962 | 745 913 | 772 501 | 827 957 |
|               | 2010    | 2011    | 2012    | 2013    | 2015    | 2020    |

## Települései

### Városok
- Arlington
- Bothell
- Brier
- Edmonds
- Everett (megyeszékhely)
- Gold Bar
- Granite Falls
- Lake Stevens
- Lynnwood
- Marysville
- Mill Creek
- Monroe
- Mountlake Terrace
- Mukilteo
- Snohomish
- Stanwood
- Sultan
- Woodway

### Kisvárosok
- Darrington
- Index